# Kuppelgrab von Orchomenos
Koordinaten: 38° 29′ 35,6″ N, 22° 58′ 28″ O

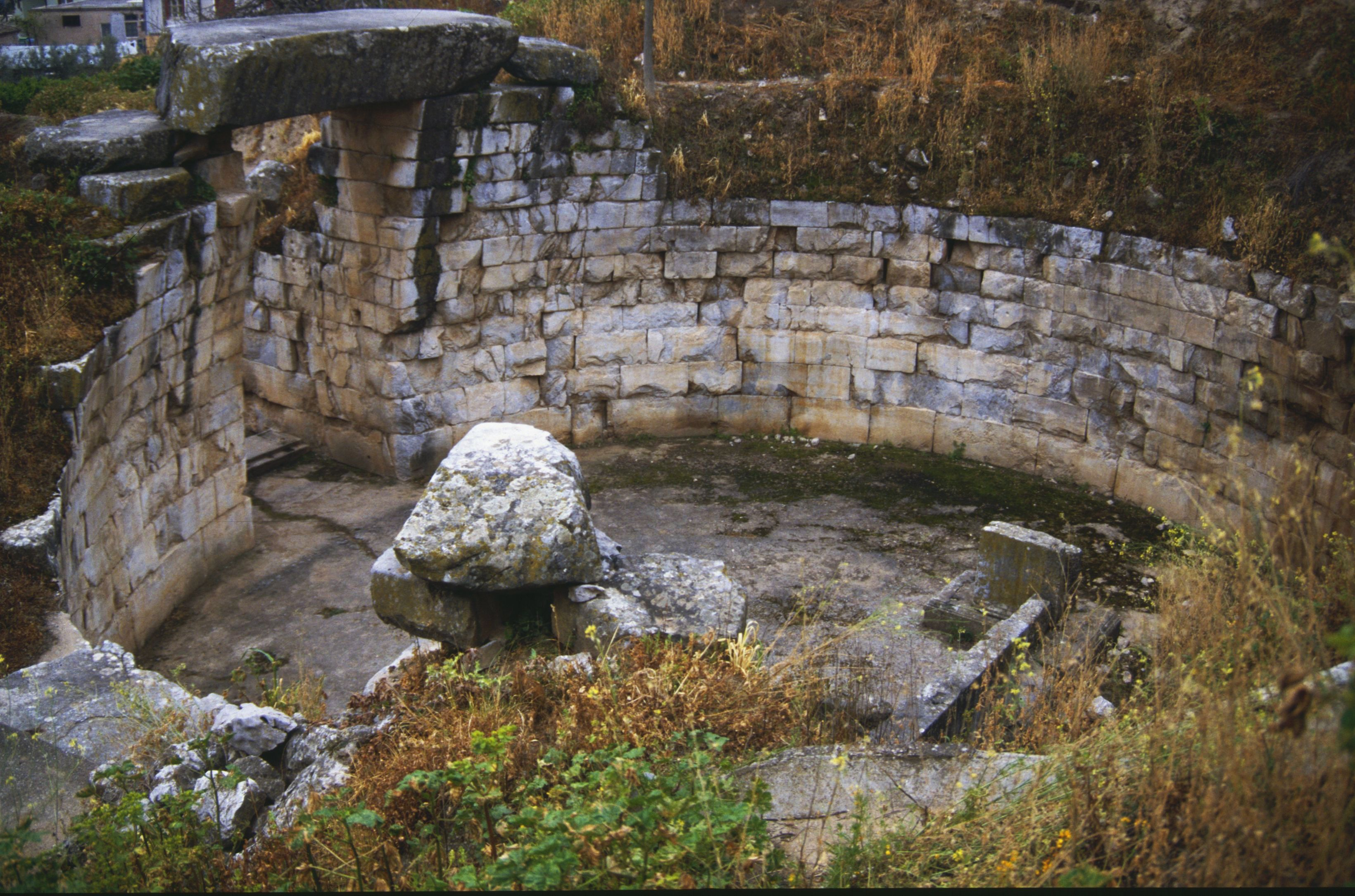
Kuppelgrab von Orchomenos, links im Bild der Eingang

Das Kuppelgrab von Orchomenos (neugriechisch Θολωτός τάφος του Ορχομενού), das so genannte „Schatzhaus des Minyas“ (neugriechisch Θησαυρός του Μινύα), liegt in der griechischen Landschaft Boiotien, im westlichen Teil der Ortschaft Orchomenos, südwestlich des antiken Theaters. Hierbei handelt es sich um einen unterirdischen Tholosbau, der während der späthelladischen Zeit im 13. Jahrhundert v. Chr. errichtet wurde. Er wurde von Heinrich Schliemann im späten 19. Jahrhundert ausgegraben.

## Pausanias’ Überlieferung
Pausanias, der Griechenland Mitte des 2. Jahrhunderts n. Chr. bereiste, hatte das Grab offensichtlich noch unversehrt angetroffen, denn er berichtet von seinem Besuch in Orchomenos: „Das Schatzhaus des Minyas, ein Wunderbau, der keinem anderen in Griechenland selbst oder anderswo nachsteht, ist folgendermaßen gebaut: es ist aus Stein hergestellt, rund in der Form und nach oben nicht sehr spitz zugehend; der oberste Stein soll dem ganzen Gebäude den Zusammenhang geben.“ Im Anschluss an die Beschreibung erwähnt Pausanias die Gräber des mythischen Königs Minyas und von Hesiod. Zum Teil wurde diese Textstelle so interpretiert, dass die Gräber innerhalb des Schatzhauses lagen, weshalb man das Tholosgrab auch Grab des Hesiod (neugriechisch Τάφος του Ησίοδου) nennt. Andere vermuteten, dass diese Gräber nur in der Umgebung lagen.

## Erforschung

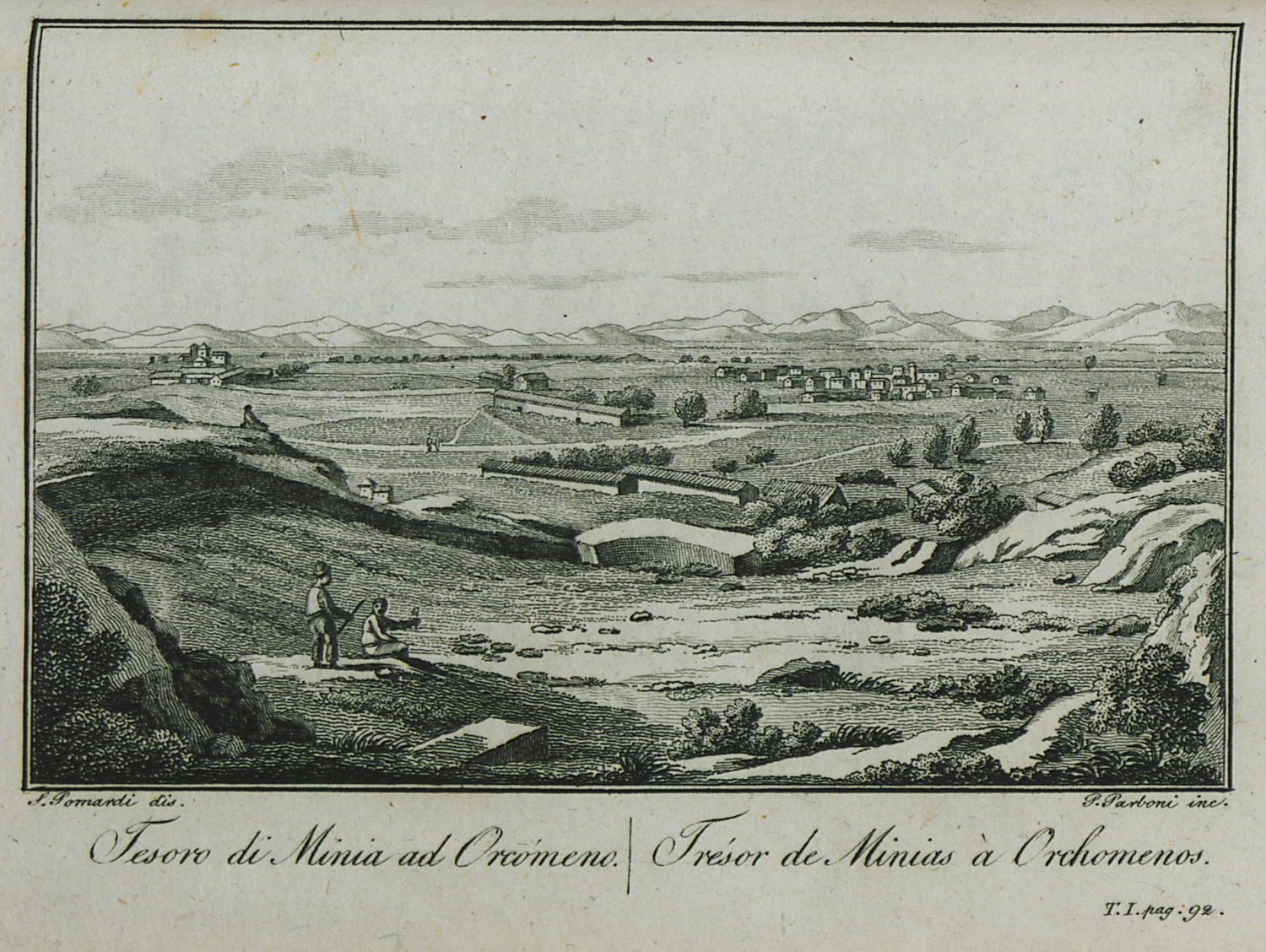
Darstellung des noch unausgegrabenen Kuppelgrabs, publiziert von Simone Pomardi 1820

Den europäischen Reisenden, die Anfang des 19. Jahrhunderts Griechenland bereisten, diente es als Wegmarke. Zu diesen Reisenden zählten auch Edward Dodwell, William Martin Leake und Lord Elgin. Der letztgenannte beauftragte Künstler, die im Grab nach Schätzen graben sollten. Da man jedoch hierfür große Steinblöcke bergen musste, kam man schnell von diesem Vorhaben ab. 1862 verwendete man die Marmorblöcke des Dromos zum Bau einer neuen Kirche. Bevor dieser komplett abgetragen war untersagte das zuständige Ministerium die weitere Zerstörung des Tholosgrabes.

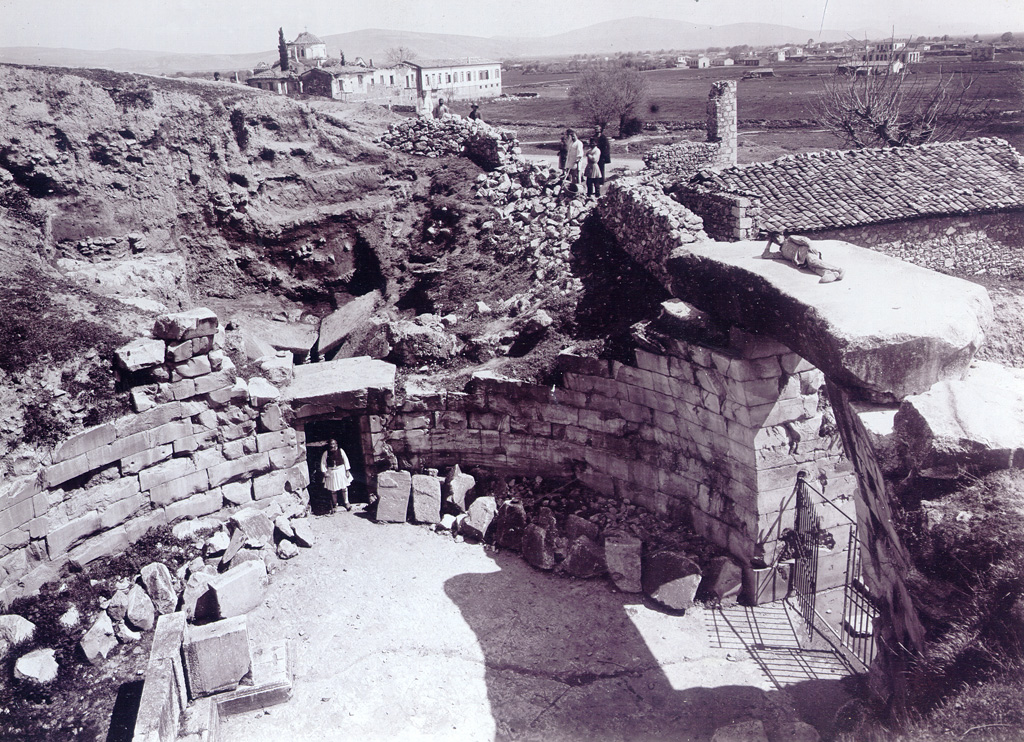
Fotografie der Ausgrabungen 1903 unter Leitung von Heinrich Bulle

In den Jahren 1880, 1881 und 1886 führte Heinrich Schliemann systematische Grabungen durch und legte das Grab fast komplett frei. Im frühen 20. Jahrhundert untersuchten Heinrich Bulle und Wilhelm Dörpfeld den Grabtholos nochmals. Im Jahre 1914 wurden unter der Leitung des griechischen Archäologen Anastasios Orlandos die Mauern des Gebäudes restauriert.

## Beschreibung
Das Schatzhaus des Minyas ist das zweitgrößte mykenische Kuppelgrab und ist nur geringfügig kleiner als das Schatzhaus des Atreus in Mykene. Die Ausstattung des Grabes war wahrscheinlich jedoch reicher. Es wurde aus lokalem Marmor, der in der Umgebung von Livadia gebrochen wurde, errichtet.

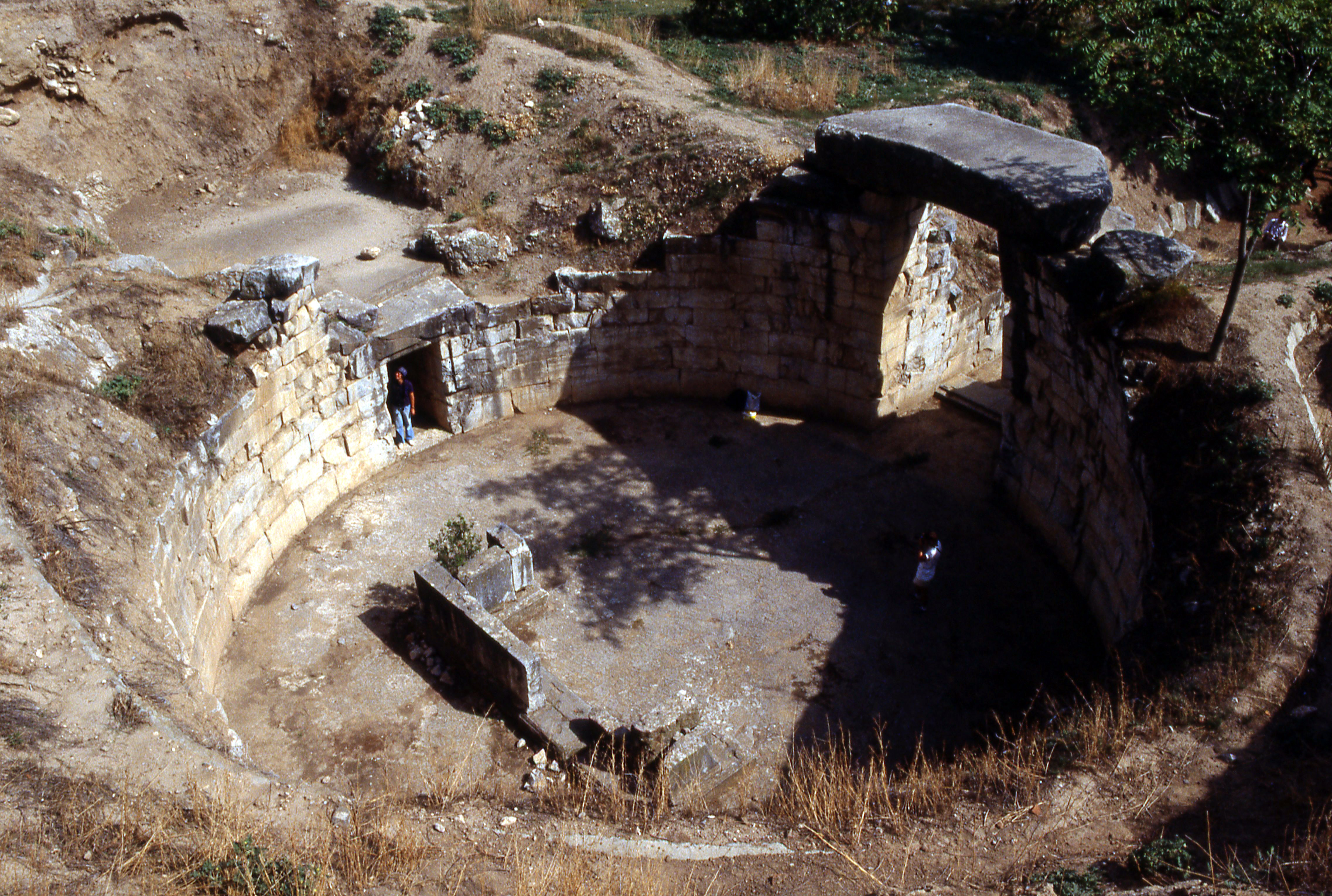
Blick auf den Innenraum des Kuppelgrabs, hinten rechts der Haupteingang und hinten links der Eingang zur Nebenkammer

Den Eingang des Grabes erreichte man über den sogenannten Dromos, einem auf beiden Seiten mit einer Mauer aus sorgfältig bearbeiteten Quadern flankierten Zuweg. Die Mauern stiegen in Richtung des Grabes an, bis sie etwa die Höhe des Tores erreichten. Der Zuweg hatte eine Breite von 5,11 m und war mit Marmorplatten gepflastert. Da der Dromos fast vollständig abgetragen wurde, ist seine genaue Länge unbekannt. Man vermutet, dass er etwa 40 m lang war.
Das Tor hat eine Höhe von 5,51 m und unten eine Breite von 2,71 m und verjüngt sich nach oben auf 2,47 m. Ob die Fassade ähnlich der des Schatzhauses des Atreus war, ist unbekannt, da von der Fassade nichts erhalten blieb. Der Torweg (Stomion) hatte eine Länge von 5,29 m und war wahrscheinlich mit zwei Decksteinen abgedeckt, von denen nur der innere erhalten blieb. Er hat eine Länge von 5 m, eine Breite von 2,22 m und eine Dicke von 0,965 m und wiegt etwa 25 t. An der Innenseite des Decksteins ist die Rundung der Kuppel eingearbeitet. Über den Decksteinen gab es sehr wahrscheinlich ein Entlastungsdreieck. Hierbei wurde die nächste Steinlage über den Decksteinen nur über den Seitenwänden verlegt. Direkt über dem Eingang wurden keine Steine verbaut. Mit jeder weiteren Steinlage rückte man die Steine näher zusammen, so dass ein Dreieck über dem Türsturz frei blieb. Auf diese Weise entlastete man die Decksteine und die Last der Steinmasse über dem Eingang wurde von den Seitenwänden getragen. Das Dreieck wurde innen und außen zugemauert oder mit Steinplatten verkleidet, damit es nicht sichtbar war. Die Türschwelle mit Bohrlöchern für eine zweiflügelige Tür stammt aus römischer Zeit.
Die Grabkuppel ist nicht ganz rund. Sie hat in nordsüdliche Richtung einen Durchmesser von 13,84 m und in westöstliche Richtung von 14,05 m. Die Kuppel ist heute eingestürzt und nur die unteren Steinlagen sind erhalten. Man schätzt die ursprüngliche Höhe auf etwa 14 m. Die Kuppel wurde aus rechteckigen, gut bearbeiteten Steinen als falsches Gewölbe in Form eines Bienenkorbs gebaut. Ab der fünften Steinreihe hat jeder Stein ein Loch. In diesen Löcher stecken zum Teil noch die bronzenen Nägel, an denen Bronzerosetten befestigt waren. Die Steine der achten Steinlage haben etwa 5 cm große und 1 cm tiefe Vertiefungen mit einem Loch in der Mitte. Auch hier waren anscheinend bronzene Zierbleche angebracht. Der Fußboden des runden Raumes besteht aus dem geglätteten Fels. Im hinteren Teil befindet sich ein Einbau mit Π-förmigem Grundriss aus römischer Zeit. Dieser gehört wahrscheinlich zu einem Tempel, den man in hellenistischer Zeit in der Kammer errichtet hatte. Man vermutet, dass hier ein Heroenkult bestand, bei dem Minyas oder Hesiod verehrt wurden. Laut einer Inschrift wurde hier auch Hera Teleia verehrt. In römischer Zeit wurden Statuen von Imperatoren aufgestellt. In der Tholos fand Schliemann eine 3,50 m dicke Ascheschicht. Paul W. Wallace vermutete deshalb, dass man in byzantinischer Zeit das Grab als Brennofen für Ziegel verwendete.

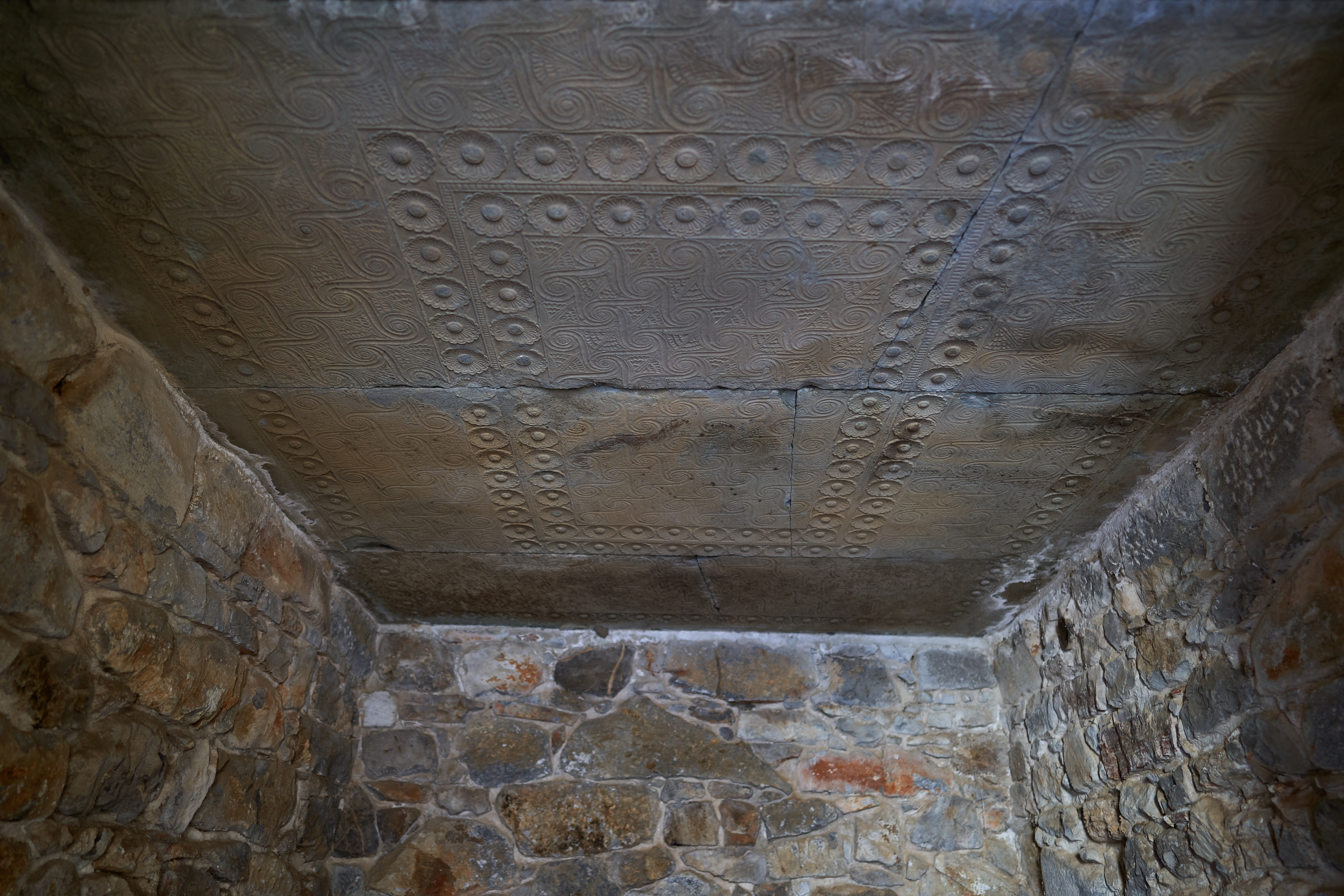
Verzierte Decke der Nebenkammer

Im Nordosten der Tholos befindet sich eine Tür, durch die man in einen Nebenraum, den sogenannten Thalamos, gelangt. Der Durchgang ist von drei Reihen mit Löchern zur Befestigung von Bronzezierat umgeben. Er hat eine Höhe von 1,92 m und seine Breite verjüngt sich von 1,19 m nach oben auf 1,12 m. Der Raum konnte mit einer einflügeligen Tür verschlossen werden. Der 3,76 m tiefe und 2,74 m breite Nebenraum war von oben in den Fels gegraben worden. Die Wände wurden mit 2,40 m hohen Steinplatten verkleidet. Hierauf ruhten vier Reliefplatten aus grünem Schiefer als Decke. Sie wurden mit Palm- oder Papyros-Büscheln, Spiralmustern und einem doppelten Rosettenfries verziert. Vermutlich wurde ein Textilmuster imitiert. Ein Bruchstück dieser Platte befindet sich heute in der Antikensammlung Berlin. Auch die Seitenplatten waren in ähnlicher Weise geschmückt. Die Decke der Kammer, die vermutlich als Grabkammer diente, soll 1869 unter lautem Poltern eingestürzt sein. Über dem Nebenraum befand sich eine weitere Kammer. Da der ursprüngliche Zugang von außen zugemauert war, vermutet man, dass diese Kammer nur zur Entlastung der Deckplatten diente.

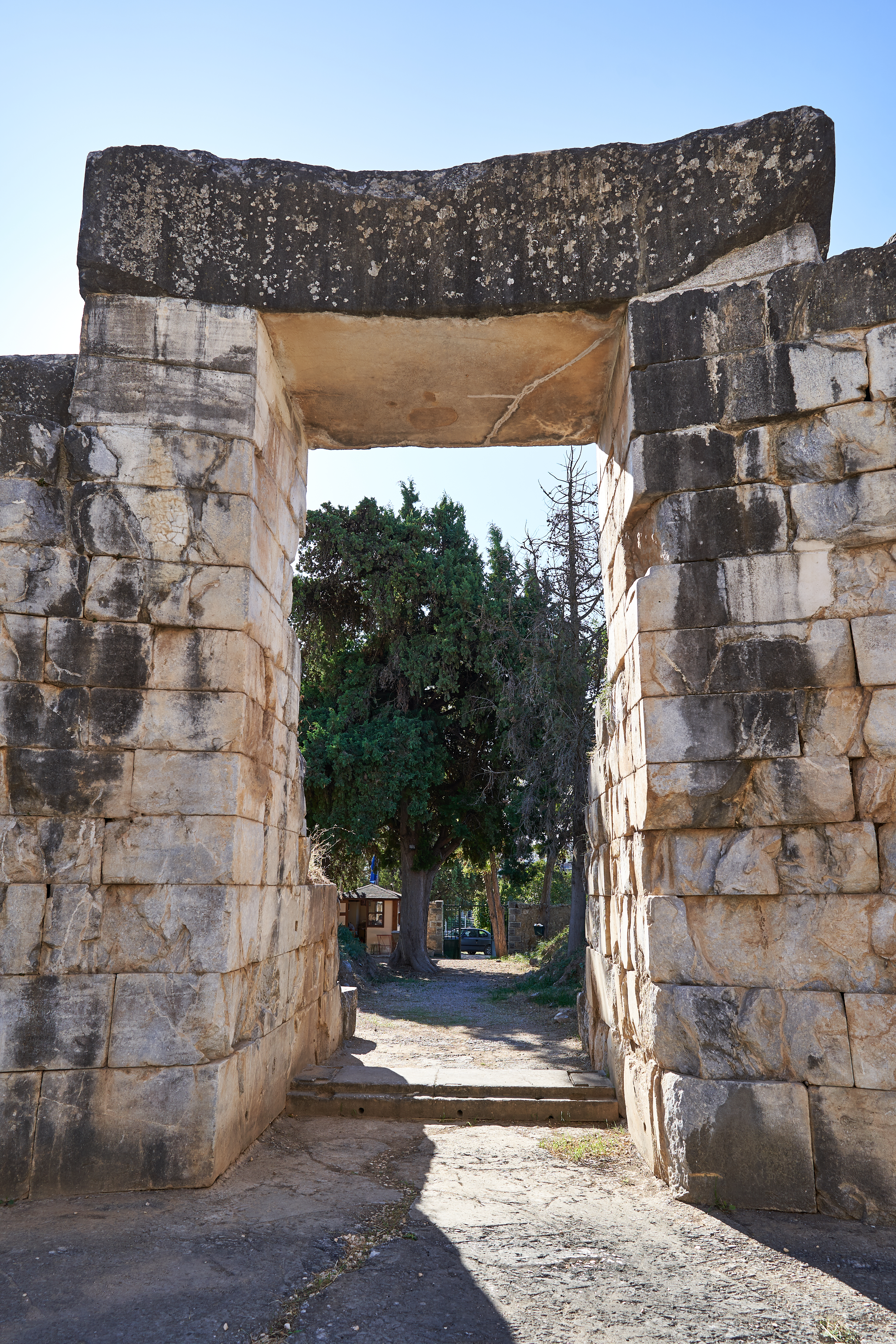
Blick von innen auf den Eingang mit der innen abgerundeten Deckplatte
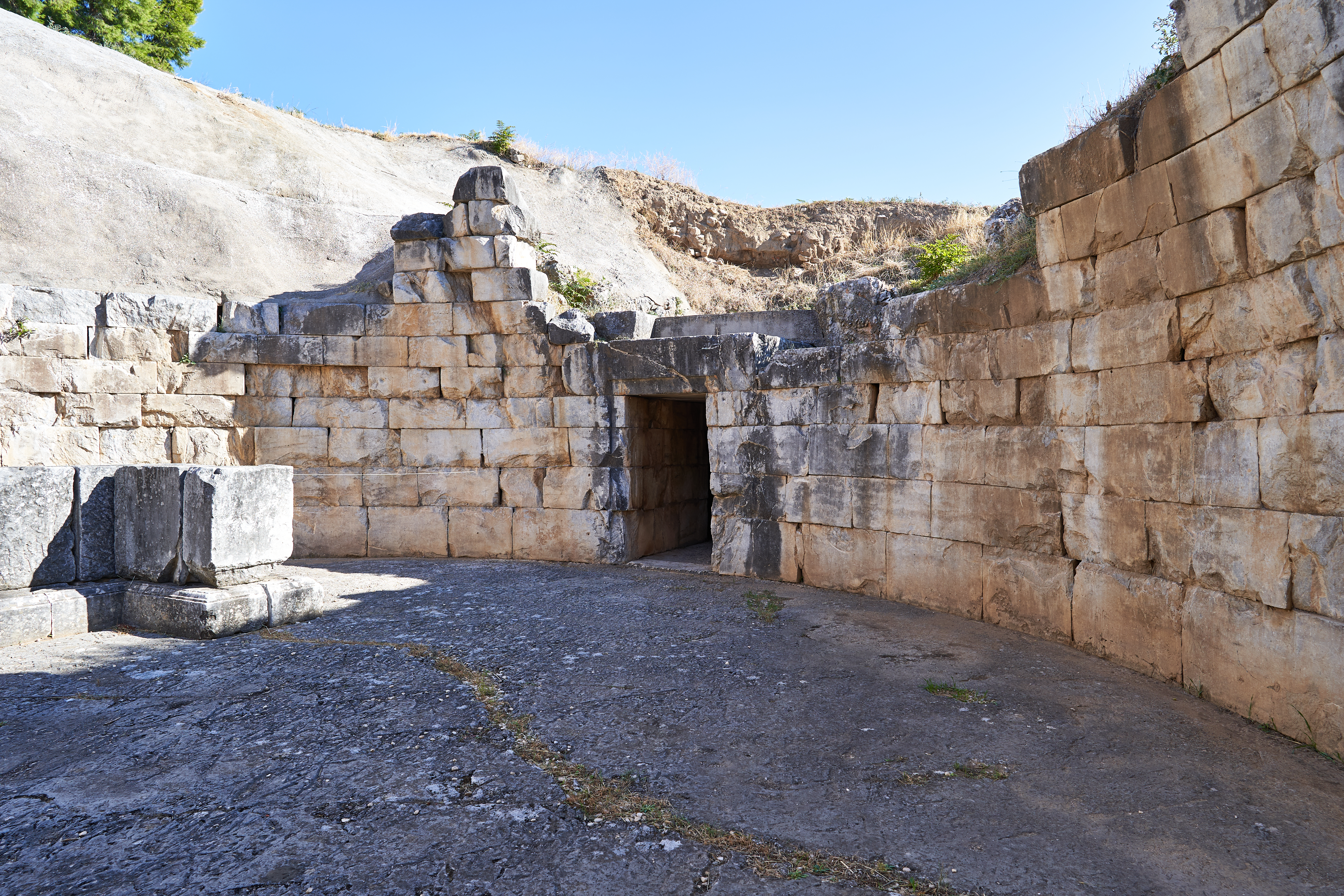
Innenraum - rechts erkennbar die vorkragenden Steine des „falschen Gewölbes“
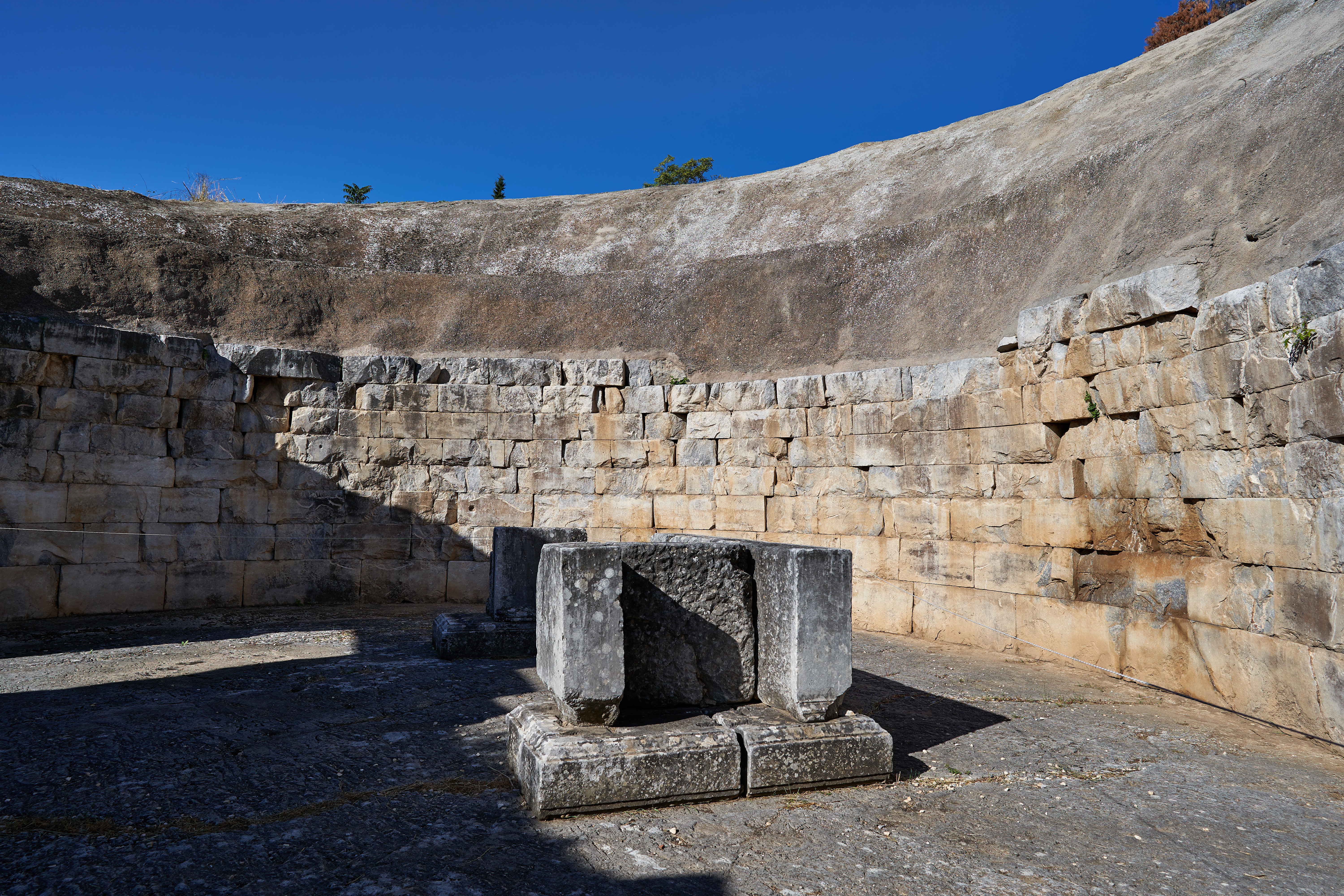
Innenraum des Kuppelgrabs mit dem Π-förmigem römischen Einbau

## Vergleich der Gräber der mykenischen Kultur
In den Kuppelgräbern erreicht die mykenische Sepulkralkultur gegen Ende des 16. Jahrhunderts v. Chr. ihren Höhepunkt. Zuvor waren Bestattungen in Schachtgräbern üblich. Im Verlauf des 16. Jahrhunderts v. Chr. vollzog sich der Übergang zur in den Felsen getriebenen Kammer mit langem Dromos. Der Zugang wurde nach der Beisetzung mit schweren Steinen verschlossen. Aus dem mykenischen Felsengrab hat sich gegen Ende des 16. Jahrhunderts mit den Kuppelgräbern eine neue Form mykenischer Architektur herausgebildet, deren Höhepunkt das so genannte „Schatzhaus des Atreus“ in Mykene bildet. Es ist mit einem Durchmesser von 14,5 m und einer Kuppelhöhe von 13,8 m auch das größte bekannte Kuppelgrab. Das Grab von Orchomenos kommt dem mykenischen Vorbild nahe und übertrifft es in der qualitativen Ausführung der seitlichen Grabkammer. In den anderen Grabbauten sind Gruben im Boden des Kuppelraumes oder des Dromos üblich. In den Kuppelgräbern von Vaphio und Dendra waren Bestattungen unversehrt erhalten. Sie geben mit ihren reichen Waffen- und Schmuckfunden einen Eindruck von der Ausstattung mykenischer Krieger und Könige zu Anfang des 15. Jahrhunderts v. Chr.